# 企業城下町の一覧
企業城下町の一覧（きぎょうじょうかまちのいちらん）は、企業城下町の一覧である。

## 韓国
- 蔚山広域市 - HD現代重工業（造船）・現代自動車
- 浦項市 - ポスコ（製鉄・旧浦項総合製鉄）
- 光陽市 - ポスコ光陽製鉄所
- 麗水市 - ロッテケミカル、LG化学（石油化学）
- 龍仁市器興区 - サムスン電子（総合電機）
- 巨済市 - サムスン重工業（造船）・大宇造船海洋（造船）
- 木浦市、霊岩郡三湖邑（朝鮮語版） - 現代三湖重工業（造船）

## 中華人民共和国
- 遼寧省鞍山市 - 鞍山鋼鉄集団（製鉄）
- 北京市石景山区 - 首鋼集団（製鉄）

## 台湾
- 台中市大里区 - CPI、ディンリ（オートバイ、ATV）
- 彰化県埤頭郷 - ユナリ（オートバイ、ATV）
- 彰化県大村郷 - PGO（オートバイ）
- 新竹県湖口郷 - SYM（自動車、オートバイ）、統一企業
- 嘉義県義竹郷 - アドリー（オートバイ、ATV）

## ドイツ
- ジンデルフィンゲン - メルセデス・ベンツ最大の生産工場、メルセデスベンツ博物館、メルセデスベンツアドバンストデザインスタジオ、そして顧客センター。メルセデスベンツの本社があるシュトゥットガルトの郊外にある。
- ヴォルフスブルク - フォルクスワーゲンの本社・工場所在地。都市自体がナチス・ドイツによってKdF-Wagen（後のフォルクスワーゲン・タイプ1）製造のために作られた。

### 旧東ドイツ
- アイゼンヒュッテンシュタット - 東ドイツ政府によって国営製鉄所のために作られた計画都市。
- シュウェット
- ハレ=ノイシュタット
- ヴォルフェン＝ノルド - 現在ビターフェルト＝ヴォルフェン にある
- ホイヤースヴェルダ
- イェーナ - 人民公社カール・ツァイス・イェーナの本拠

## イタリア
- ロジニャーノ・ソルヴァイ - 市の近所にある会社工場の労働者のためにソルベイによって建てられた。
- コッレフェッロ - 1912年にBombrini-Parodi-Delfino（BPD）によって建設された。
- トリノ市 - フィアット社（自動車）
- ボローニャ市 - ドゥカティ（オートバイ）
- ポンテデーラ - ピアジオ（自動車、オートバイ）、ジレラ（オートバイ）
- サン・ラッザロ・ディ・サーヴェナ - マラグーティ（オートバイ）
- サンターガタ・ボロニェーゼ - ランボルギーニ（自動車）
- マラネッロ - フェラーリ（自動車）
- モデナ - マセラティ（自動車）
- ペーザロ - ベネリ（オートバイ）
- サン・ドナート・ミラネーゼ- ENI社の労働者のため、エンリコ・マッテイによって建てられた。町は「メタノポリス」"Metanopoli"（Methanopolis）と呼ばれる地区に配置。

## アメリカ合衆国
アーカンソー州
- ベントンビル市（アーカンソー州） - ウォルマート社（小売）

アラバマ州
- アシプコ - 以前はAmerican Cast Iron Pipe Company
- Alldama - 以前はMontevallo Coal Mining Companyが所有していた
- ベイビュー - テネシー石炭、鉄道、鉄道会社が以前所有していた
- Bemiston、Alabama - 以前はBemis Brothers Bag Companyが所有していた
- Chickasaw - 以前はGulf Shipbuilding Corporation [1]が所有していた
- ドクエナ - 旧テネシー石炭、鉄道、鉄道会社が所有する
- エッジウォーター - 以前テネシー石炭、鉄道および鉄道会社が所有していた
- フェアフィールド（1910年） - 元々テネシー石炭、鉄道および鉄道会社が所有していた "コーリー"
- Kaulton - Kaul Lumber Co.が所有する
- West Blocton - 以前はCahaba Coal Mining Companyが所有していた
- Woodward - 以前はWoodward Iron Companyが所有し、後にUS Steelに買収された

アリゾナ
- Ajo - Phelps Dodge所有
- Bagdad - Freeport McMoRan（以前はPhelps Dodge）が所有していた
- Morenci - Freeport McMoRan（以前はPhelps Dodge）が所有していた
- Clarkdale - William A ClarkのUnited Verde Copper Companyに所属

カリフォルニア
- Betteravia - Union Sugar Companyが開発
- チェスター - カリフォルニア州に関連付けられた、コリンズ会社
- カウエル - Cowell Portland Cementによって建てられた
- カリフォルニアのクランネル - リトルリバーレッドウッドカンパニー[2]によって建てられた
- フォートブラッグ（Fort Bragg、California） - 住宅開発とユニオン・ラバー社（ Union Lumber Company）が監督するカリフォルニア西部鉄道サービスの廃止された米国陸軍基地[3]
- Graeagle - Sunkistの系列会社であるFruit Growers Supply Companyが所有する
- Hercules - Hercules Powder Companyによって造られた
- アーバイン - アーバイン社（英語版）によって構築された、世界最大規模の計画されたコミュニティだが、アーバイン社が所有する町ではない。
- カークウッド - ベイルリゾート所有
- Korbel - Humboldt Lumber Mill Companyによって建設された カリフォルニア州フンボルト郡[4]
- McCloud - River Railroad Lumber Companyによって建設された
- メトロポリタン - メトロポリタン・レッドウッド・ラバー・カンパニー[5]
- Nipton - アメリカングリーンLLC所有
- ノートンビル - ブラックダイヤモンド炭鉱会社が所有する
- ピノ・グランデ - El Dorado Lumber Company[6]
- ロックポート - Cottoneva Lumber Companyによって造られる
- サモア - Vance Lumber Company[7]
- スコシア（Scotia） - Pacific Lumber Company（PALCO）が主に所有する
- Selby - American Smelting and Refining Companyが所有
- Spreckels - 以前はSpreckels Sugar Companyが所有していた
- Tormey - 米国のSmelting and Refining Companyが所有する
- トロナ（Trona) - 以前はAmerican Potash and Chemical
- Usal - Usal Redwood Companyによって建てられた[8]
- ウィード - 製材所所有者アブナー・ウィードの名前
- Westwood - 1944年にSunkistの系列会社であるFruit Growers Supply Companyに売却されたRed River Lumber Companyによって建設された
- ウィーラー - カリフォルニア、木材会社によって建てられた
- クパティーノ市（カリフォルニア州） - Apple社 （コンピュータ）

コロラド
- クライマックス - クライマックスモリブデン会社によって建てられた。住宅は、1965年以前にコロラド州リードヴィルの西公園区に輸送され、鉱山の建物のみが残っていた
- デュランゴ - 1880年にデンバーとリオグランデ鉄道で組織された
- ギルマン（Gilman、Colorado） - ニュージャージー州の亜鉛会社のイーグル鉱山で建設された（そして最終的には放棄された）
- ラドロー - コロラド燃料と鉄によって支配された
- ポートランド - Ideal Cement Companyによって建設された

コネチカット州
- ハザードビル - ハザード・パウダー・カンパニー・パウダー・ミルを中心とする産業村
- Collinsville - コリンズアックスカンパニーを中心とする工業村マチェットとハンド軸の製造

デラウェア州
- ウィルミントン市（デラウェア州） - デュポン社（総合化学）

フロリダ
- レイク・ブエナ・ビスタ、ベイ・レイク、レイディ・クリーク改善地区 - ウォルト・ディズニー・ワールド・リゾート内にあり、ウォルト・ディズニー・カンパニーが所有
- イーボーシティ（Ybor City） - ビセンテ・マルティネス・イーボー（Vicente Martinez Ybor）が葉巻製造業で建設, 今タンパのトップナイトスポットのひとつ

ハワイ
- Paia - Hawaiian Commercial＆Sugar Co. によって開発された
- Pu'unene - Hawaiian Commercial＆Sugar Co.が開発した

アイダホ
- Cobalt - Howe Sound Mining Company（ワシントン州Holden Villageを参照）が所有する
- コンダ
- エルク
- ヘッドクウォーター
- リードオール
- ポットラッチ

イリノイ州
- グラナイト・シティ - 調理器具が花崗岩のように見える「花崗岩製品」で知られている鉄鋼会社、セントルイス・スタンピング・カンパニーによって建設された。
- Hegewisch - Adolph Hegewisch（米国のローリング・ストック・カンパニー社長）がプルマンの会社街を模倣するために設立した。
- プルマン - シカゴ、かつてはイリノイ州の独立都市で、プルマンスリーピングカー社が所有していた。
- Naplate - National Plate Glass Co.が元々所有していた。
- Steger - Sons Pianoが所有し、以前は所有していた。

アイオワ州
- バクストン - コンソリデーション・コール・カンパニーのキャンプを放棄
- クリーブランド - ルーカス外にあるホワイトブラス石炭と鉱山会社のキャンプであるが放棄
- Everist - Mammoth Vein Coal Company（後にEmpire Coal Company）のキャンプであるが放棄
- Muchakinock - 撤去されたConsolidation Coal Companyの石炭キャンプ
- ニュートン - 有名なMaytag社が2006年に閉鎖
- Numaと放棄された郊外Martinstown - Numaブロック石炭会社の元ホーム
- Severs - Colvers Coal Company のColfaxキャンプの南にある 放棄
- ストーンシティ - 地元の石灰岩採石場の事業によって建てられた町。今日は法人化されていないコミュニティ

インディアナ州
- インディアナ州ゲイリー（Gary、Indiana）は、米国鉄鋼 （ Steel社） [9]
- Marktown - で東シカゴのために構築、マーク・製造会社
- サニーサイド - イーストシカゴのインランドスチールが製造・所有

ケンタッキー州
- Barthell - 1902年スターンズ石炭や木材会社によって建てられた
- Benham - International Harvesterが所有し、以前は所有していた
- Blackey - Blackey Coal Companyが所有し、以前は所有していた
- ブルーヘロン - スターンズ石炭と木材会社によって建てられたゴーストタウン
- デビッド - プリンセス・エルクホーン・コール・カンパニーが所有し、以前は所有していた
- フレミング・ネオン - エルクホーン・コール・コーポレーションが所有していた
- Highsplint - High Splint Coal Companyが所有し、以前所有していた* Jenkins - Consolidation Coal Companyが設立し、かつては所有していた
- リンチ - 米スチールが所有し、以前は所有していた
- セコ - 南イースタン・コール・カンパニーが所有し、以前は所有していた
- Stearns - Stearns Coal and Lumber Companyによって造られた* ストーン - Pond Creek Coal Companyが所有し、以前は所有していた。フォーズン・コール・カンパニーとイースタン・コール・カンパニーも所有していた。
- Thealka - North East Coal Companyが製造・所有していた
- Van Lear - コンソリデーション・コール・カンパニーが所有していた* Wayland - Elk Horn Coal Companyが所有し、以前は所有していた
- Wheelwright - Elk Horn Coal Companyが所有し、以前は所有していた

ルイジアナ
- ボガルーサ - Great Southern Lumber Companyがスタート

メイン州
- メイン州のチショルム - オーティス・フォールズ・パルプ・アンド・ペーパー・カンパニーが建設した
- ヘイスティングス - ヘイスティングス製材会社によって建てられた[10]
- Katahdin Iron Works - Piscataquis Iron Works Companyによって建てられた[11]
- Millinocket - グレート・ノーザン・ペーパー・カンパニー・ミル[12]の20世紀住宅開発、
- Milo - BangorとAroostook RailroadのDerby倉庫[13]の従業員の住宅開発が含まれている
- ニューハル - オリエンタルパウダーカンパニーの従業員のための住居[14]
- Rumford - 製紙所所有者Hugh J. Chisholm [15]による住宅開発が含まれており、
- ウェストブルック - 20世紀の経済はSDウォーレン製紙工場が支配

マサチューセッツ
- ノースダイトン - 1910年代から1920年代にかけて大幅に拡大していた旧テキスタイル工場
- Whitinsville - Whitin Machine Works、繊維機械メーカーの元祖
- ホプデール - 繊維機械製造業者ドレイパーコーポレーションの元の家。

ミシガン州
- アルバータ - ヘンリー・フォード
- Gwinn（ミシガン州） - Cleveland Cliffs Ironが所有-「Model Town」というニックネームが付いている。これは、CCIがそのレイアウトを他のすべての町のモデルにすることを意図していたから
- バトルクリーク市（ミシガン州） - ケロッグ社（食品）
- デトロイト市（ミシガン州） - ゼネラルモーターズ社・フォード社（自動車）

「デトロイト」と言えばマッスルカー（大排気量で高性能な乗用車）の代名詞だった。
ウイスコンシン州
- ハーマンスヴィル（ Wisconsin Land＆Lumber Company）

ミネソタ州
- Akeley - TB Walkerによって開発され、ビジネスパートナーであるHealy C. Akeleyの名前を付けられた
- バビット - Reserve Mining Co.によって開発された
- Elcor - Pickands Mather＆Companyによって開発
- ホーテレイクス - エリー鉱業株式会社によって開発された
- モーガンパーク、ダルース - USスチールによって建てられ、JPモルガンに指定された
- Split Rock - Split Rock Lumber Companyによって開発された

ミシシッピ
- バンクストン - ゴーストタウン、Bankston Textile Millの元の場所[16]
- 電気ミルズ - サムター社によって開始された[17]
- Fernwood - Fernwood Lumber Companyが開始した

ミズーリ州
- Deering - Deering Harvester Companyまたはその後継者であるInternational Harvester Companyによって設立され、後にWisconsin Lumber Companyによって買収されたが、最終的に業務を中止し、それを売却した
- Leadwood - St. Joe Leadによって開発された
- トレントン - ラスキン大学は、ユートピア社会を構築するためにすべての事業を買収した

モンタナ
- コールドストリップ - 以前Montana Power Companyが所有していた石炭鉱山町
- トライデント - Holcim所有の旧ポートランドセメント会社の町

ネバダ州
- ネバダ州ボルダーシティ - アメリカ合衆国建造局
- エンパイヤ - USG Corporation所有

ニューハンプシャー州
- ベルリン - ベルリンミルズ社による木製品製造住宅開発
- ハリスビル - 歴史的繊維工場、国の歴史的建造物

ニュージャージー
- ハスケル - ラフリン＆ランド社のジョナサン・ハスケル社長から
- マンビル - 最大の土地は、ジョンズマンビルコーポレーション
- マーラー - パースアンボイはレンガ製造業者によって内戦後に建設され、後でパースアンボイに吸収された
- ローブリング - 制限内で工場村フィレンツェ、ニュージャージー州 ; 町はRoebling Steel Corporationの所有で、John A. Roeblingの子孫が運営していた
- カムデン市（ニュージャージー州） - キャンベル・スープ社（食品）

ニューメキシコ州
- マドリード - アルバカーキとセリロス石炭会社の鉱夫の住宅開発[18]
- Playas - Phelps Dodge Corporationによって建てられた

ニューヨーク
- Cohoes - 以前はHarmony Millsが所有していた
- Endicott - エンジコット・ジョンソン・コーポレーション
- ジョンソンシティ - 後に名前を変更したジョージ・F.ジョンソンのエンディコット・ジョンソン株式会社
- オネイダ - 1848年にオネイダコミュニティ、後にはオネイダリミテッド組み込まれた
- Steinway Village - Steinway ＆Sonsの従業員が使用しているAstoria、Queens（ニューヨーク市）の一部である

ノースカロライナ州
- Bunn - 以前はMontgomery Lumber Companyが所有していた元の会社の町
- Bynum、North - 以前はJM Odell Manufacturing Company（1970年代に郡によって購入された町）が所有していた
- キャントン - チャンピオン・インターナショナル・ペーパー・カンパニーによって建てられた会社の町
- カナフォリス - キャノンミルズカンパニー所有

オハイオ州
- オハイオ州グレンウィロウ - オースティン・パウダー・カンパニー[19]によって建設された
- Goes Station - マイアミパウダーカンパニー[20]
- オハイオ州Kings Mills - Great Western Powder CompanyとPeters CartridgeCompanyによって構築された [21]
- オハイオ州マクドナルド - カーネギー・スチール・カンパニー（Carnegie Steel Company）（後のUSスチール社）
- Rossford - Edward Ford Plate Glass Company（後のLibbey-Owens-Ford）によって設立された

オレゴン州
- Algoma - Algoma Lumber Companyのサポート
- ブラッドウッド[22]
- ブルッキングス - ジョンE.ブルッキングスによって構築され、カリフォルニア＆オレゴン州の会社に販売
- オレゴン州ディー
- オレゴン州ギルクリスト
- グランドロンド
- オレゴン州ハインズ
- オレゴン州キンズア
- マックスヴィル
- オレゴン州モウィッチ
- オレゴン州Neverstill
- オレゴン州オルニー
- Orenco - Oregon Nursery Company
- オレゴン州ペリー
- オレゴン州パインリッジ
- オレゴン州ポンドーサ
- オレゴン州パワーズ
- オレゴン州シェブリン
- オレゴン州サウスポート - ブラック・ダイヤモンド・コール・マイニング社が所有する
- オレゴン州スターキー
- オレゴン州Valsetz
- オレゴン州ヴァンポート
- オレゴン州ボーン
- オレゴン州ワウナ
- オレゴン州ウェンドリング
- オレゴン州Westfir
- オレゴン州ウィーラー
- オレゴン州ウィラーク

ペンシルバニア州
- ヴァンダーリフト（Vandergrift） - アポロ鉄鋼会社の社長、ジョージ・マッカートリー（George McCurtry）
- Aliquippa - Jones＆Laughlin Steel Companyの元ホーム
- ブラドック - カーネギー鉄鋼会社とそれ以降でUSスチール
- Buck Run - 無煙炭炭鉱労働者とその家族のために、1902年と1943年の間にJames B. Nealeによって建てられた. 1925年までに、この会社の町は、水、電気、蒸気の熱を流している鉱夫の家に加えて、学校、保健室、地域のレクリエーション施設、会社の店、教会を誇っていた。Buck Runの砲弾はSchuylkill郡のPottsvilleの外にあった
- ペンシルベニア州フォードシティ - 1887年にPPG Industriesによって組織された
- Hershey - Hershey Chocolate Corporation [23]
- ペンシルベニア州キストラー - 1918年にマウント・ユニオン耐火物会社によって建てられ、ジョン・ノーレンによって設計された
- ペンシルベニア州レイクトレード（Lake Trade、Pennsylvania） - 北部バトラー郡Venango Townshipの現在廃止された石炭採掘場
- ローレンスパーク郷 - 、General Electric社よって1919年建てられ
- ペンシルベニア州ナトロナ（Natrona、Pennsylvania） - 1850年代にペンシルバニア・ソルト・マニュファクチュアリング・カンパニーによって建設された
- Peale（1883-1912）
- Saxonburg - John A. Roeblingと他のドイツ人移民によって設立された、米国での最初の電線作品の拠点であった（Roebling(New Jersey)も参照）
- Clackhorn、Vintondale、Wehrum - Lackawanna Coal Companyによって建設された
- ウィルミングディング - ウェスチングハウスエアブレーキ会社によって形成された地区
- ペンシルベニア州ヴァンダーリフト（ Vandergrift） - アポロ鉄鋼会社の社長、ジョージ・マッカートリー（George McCurtry）
- ベスレヘム市（ペンシルベニア州） - ベスレヘム・スチール社（製鉄）

ベスレヘム・スチールの倒産後、工場は解体され、跡地は2009年にカジノリゾートとして生まれ変わった。
ロードアイランド
- スラターズビル - 歴史的旧工場

サウスカロライナ州
- Newry

サウスダコタ州
- 東スーフォールズ - サウスダコタ州の旧採石町の東スーフォールズ東スーフォールズ採石会社が所有

テネシー州
- アルコア - 以前の所有アルコア、まだ経済的に企業によって支配中
- テネシー州ノリス（Tennessee、Norris） - テネシー渓谷局
- オークリッジ - マンハッタン計画のために米国政府によって秘密裏に造られた;1959年まで連邦政府によって管理されていた。
- テネシー州ヒッコリー旧市街 - 今ナッシュビルの郊外でデュポンの従業員を収容するために建てられた。

テキサス州
- Camden - WT Carter＆Brother Lumber Companyおよびその後継者によって所有されている。
- テキサス州シュガーランド - かつてImperial Sugar Company が所有し運営していた。ヒューストンの高級郊外に変貌した。
- Thurber - テキサスと太平洋鉄道の石炭鉱業子会社が所有する。

ユタ州
- ビンガムキャニオン
- ブライスキャニオンシティ - ルイーズインとRuby's Innの所有者であるSyrett家族によって建設、所有されている。

バーモント州
- バーモント州プロクター - かつてバーモント・マーブル社が所有していた。プロクターの町はレドフィールド上院議員 の支配下にあった。

バージニア州
- Saltville - Mathieson Alkali WorksとOlin Corporationの後継者によって支配されている
- Stanleytown - Stanley Furnitureが

ワシントン
- シアトル市（ワシントン州） - ボーイング社（航空機）、Amazon.com（IT）[25]。
- アルパイン - アルパイン・ラバー・カンパニー
- ワシントン州バーネトン（Barneton、Washington） - シアトルシティライトによって1911年に買収されたケント・ラバー社が所有するが1924年に荒廃した
- ワシントン州ニューハンプ - 近くのディアブロ通りシアトルシティライトが所有する
- Black Diamond - 1904年にPacific Coast Companyに売却された。Black Diamond Coal Mining Companyが所有
- Bodie - 関連するBodie鉱山とともにNorthern Gold Companyによって管理されている
- メーソンシティ - クーリーダムは、当初、1933年に建設されたグランドクーレーダムの建設を支援する2つの隣接する町であった。リードコンストラクションコンソーシアムであるConsolidated Bullders Inc.とエンジニアズタウンが所有していた。CBIはメーソンシティを1942年に埋立処分に移管した。その後、1948年エンジニアタウンとメーソンシティをクーレダムに統合し、1957年に住民に町を売却し、1959年にクーレムダムを正式に設立したタウン
- ディアブロ - 1930年にシアトルシティライトによって創設された。Whatcom郡に合併されていない
- デュポン - EI du Pont de Nemours and Companyが運営するウォーターフロントのダイナマイト工場で労働者に住居を提供
- ホールデン - Howe Sound Mining Company（ブリタニアビーチを所有する）によって建設された。1957年に鉱山が閉鎖され、1950年代にルター派の教会のユニットに1ドルで売られた。今はキリスト教徒の退職センターとして運営されている
- ワイパ - フーパーにあり、McGregor Land and Livestock Companyが所有する
- ロングビュー - 1921年にロング・ベル・ラムバー・カンパニーによって設立され、ロバート・A・ロングがカンザス州の木材バロンによって導かれた
- ポート・ギャンブル - まだPope＆Talbotが所有しているが、木材工場は1990年代半ば以来操業していない
- Roche Harbor - 以前はタコマとRoche Harbour Lime Companyが所有する石灰窯をサポートしていた
- ワシントン州ラストン（Ruston） - 実業家ウィリアム・ルーストによって設立された町で主要産業はASARCOの銅製錬工場
- スノクアルミ滝 - Weyerhaeuserによって設立。放棄された時期は不明
- レドモンド市（ワシントン州） - マイクロソフト社（コンピュータ）

ウェストバージニア
- キャス - ウェストバージニア州のために1901年に設立され、ウェストバージニア紙パルプ会社は近くの山に
- Coalwood - 以前はOlga Coal Companyが所有していた
- ゲイリー - 以前USスチールが所有する
- グラントタウン - 連邦石炭とコーク社、連邦第1鉱山を建設し、運営して建てられた
- Kay MoorまたはKaymoor - Low Moor Iron Companyが所有する

ウィスコンシン州
- フォスターヴィル - ヴィラス郡の木材会社のジョン・J.フォスターによって建設された。今それはPresque Isleに
- Goodman - Goodman Lumber Co.によって建てられた
- Kohler - Kohler Companyによって建てられた
- Laona - ウィリアム・D・コナーのコナー会社よって構築された
- フォスターヴィル - 1910年にヴィラス郡林業会社のウィリアム・S・ワインガー氏に改名。現在、ウィスコンシン州Presque Isle
- ミルウォーキー市（ウィスコンシン州） - ハーレーダビッドソン（オートバイ）

ワイオミング州
- バロイル - アモコによって支えられた会社の町に
- ジェフリーシティ - 1950年代に近くの西部核ウラン鉱業および製粉事業の従業員を収容するために建設。他のウラン鉱業会社は、その場所とインフラを利用するために、町に隣接して住宅を建設した。町のサイトは1990年代のオークションで売り切れた。
- ガスヒルズ - いくつかの鉱山会社の町で構成されていたが、そのうち最大の町はLucky Mc Uraniumが所有していた。
- シャーリー・ベイシン - ユタ建設鉱業のウラン事業が所有するウラン鉱業会社の別の町であった。
- テーブルロック - 1970年代にコロラド州間高速道路ガス処理プラントを支援するために建設
- ライト - ブラックサンダー炭鉱を支援するために1970年代にARCOによって建設された。1985年に組み込まれた

## カナダ
- Anyox、ブリティッシュ・コロンビア州、ナス川の口の近くのObservatory Inletにある、今放棄された製錬所の町。
- アルビダ(Arvida)または今Jonquière、ケベック、Alcan所有
- バタワ、オンタリオ、バタが所有
- Bralorne、ブリティッシュコロンビア州、そして近くのパイオニア鉱山、ブリティッシュコロンビア州。どちらも有名な金鉱町です。Bralorneの3番目のタウン・サイトはBradian
- ブリッジリバー電力プロジェクト　Bridge River aka Bridge Riverタウン・サイト、現在South Shalalthは、Bridge River Power Projectの一環として開発されたブリティッシュ・コロンビアのモデル・ビレッジで、現在はほとんどが人口の減りました。
- ブリタニア・ビーチ - ブリティッシュ・コロンビア州スワミッシュに近い半銅と金鉱と破砕工場
- キャンプマッキーニー - ブリティッシュコロンビア州ロッククリーク近くの金
- Clayburn、ブリティッシュコロンビア州 - レンガ造りの粘土鉱山とレンガ造りの窯
- カッパーマウンテン　ブリティッシュコロンビア州 - 銅、プリンストン近郊、ブリティッシュ・コロンビア州、1960年代放棄
- エスパノーラ、オンタリオ (Espanola,Ontario) 、1958年まで製紙所所有。
- エルサ、ユーコン
- フェルモン、ケベック州
- ハドソン湾鉱業と製錬所（HBMS）の所有するFlin Flon、Manitoba（およびSaskatchewan）
- フォートバンクーバーと他の旧ハドソン湾会社の中交易所兼町太平洋北西部。その他には、Colville、Victoria BC、Fort Langley BC、Hope BCなどがある
- フレイザー・ミルズ ブリティッシュ・コロンビア - 現在、コクイットラムに属しているが、もともとはクラウン・ツェラーバッハ（Crown Zellerbach）が所有していた（社長は、デフォルトと称賛により市長でした）。フレーザー・ミルズのほとんどの労働者は "村"（組み込まれている）に住んでいなく、近くのメイラードビルに
- ゴールド・リバー、ブリティッシュコロンビア州
- Harmac　ブリティッシュコロンビア州 - パルプ工場、ナナイモ、ブリティッシュコロンビア近く
- キノシティ、ユーコン
- キンバリー、ブリティッシュ・コロンビア州、現在組み込まれている
- Alcoaのカナダ子会社であるAlcan 社が製造したアルミニウム製錬所を中心に、British ColumbiaのKitimatに。また、近くにあるKemanoのKemanoを伴うNechakoの転換
- ラブラドール・シティ　カナダの鉄鉱石会社によって開発された、ニューファンドランドおよびラブラドール
- ローガン湖湖畔　ブリティッシュコロンビア州 - 銅鉱山
- Mount Sheer - ブリティッシュ・コロンビア州ブリタニア・ビーチから4.5キロメートルに位置する銅鉱山共同体で、ブリタニア鉱山
- Nanisivik、Nunavut - 2002年に鉱山が閉鎖された後に鉛 - 亜鉛鉱山を支援し、放棄された。
- ニティナット - ブリティッシュ・コロンビア州ユヴォウ近く 林業会社クラウン・ツェラーバッハの旧社町
- オーシャンフォールズ ブリティッシュコロンビア州の（Ocean Falls、British Columbia）は、現在BC州中部にあるパルプ工場を放棄
- ポートメロン（Port Mellon）、ブリティッシュコロンビア州echelt近くのLangdaleフェリーターミナルに近いHowe Soundの東海岸のパルプ工場町
- テラスベイ、オンタリオ 1947年にキンバリークラークによって建てられ、1959年に設立されました
- Wabush、ニューファンドランドアンドラブラドール
- Woodfibre、ブリティッシュコロンビア州Squamish近くのHowe Soundの東海岸のパルプ工場町
- ウォーカービル、オンタリオ州、デトロイト川の南岸の蒸留所、ヒラムウォーカーによって設立
- ティミンズ・オンタリオ州、銅鉱山の町、現在自立可能

## ベルギー
- ルーヴァン＝ラ＝ヌーヴ - Universite Cueolique de Louvainの本拠地

## チェコ共和国
- ズリーン - 製靴会社バタ（バチャ）の元の本社

## スウェーデン
- イェーテボリ市 - ボルボ、エリクソンなど（本社はストックホルム）

## デンマーク
- ビルン - LEGO（玩具）
- ブジェリンブロ - グルンドフォス
- ノーボー - ダンフォス
- スドルア - バング＆オルフセン

## フランス
- ノワジエル（セーヌ＝エ＝マルヌ県） - ムニエの家族が所有したチョコレート工場のホーム
- ソショー＝モンベリアール（ドゥー） - プジョー
- ヴィレヌーヴェッテ（エロー） - ジュール・メーストルが所有する工場の町(製粉所の町)
- ル・クルーゾ（セーヌ＝エ＝ロワール県） - 鍛造町ウジェーヌとアドルフ・シュナイダー。
- アヤンジュ（フランス語版）とジャッフ - ヴァンデル家（フランス語版）の製鉄業、溶岩炉の町、De Wendelの家族の守備隊
- ミュルーズ - アルザス機械工業協会 (fr:Société Alsacienne de Constructions Mécaniques) [26]
- Thumeries（Nord）- 以前にベジャン家が所有していた砂糖工場の本拠地である

## ハンガリー
- ドゥナウーイヴァーロシュ
- ティサウーイヴァーロシュ
- Petőfibánya

## アイルランド
- ロッチフォートブリッジ（ミース） - 元の村の敷地内に飢饉救済の一環として、1840年代に公開会社のOPWによって構築され、その従業員のために1950年代にガーデンコートNA MONAによって110年後に、建築家フランクギブニーによって再建される。

## 沿ドニエストル共和国（モルドバ共和国）
- Moldavskaya - ドネストロフスク (Dnestrovsc) にGRESによって開発された

## オランダ
- バダドープ、ベストによって開発された自治体、バタシューズ
- ヘフェアドルプ - レンクムのゴム製造会社
- フィリプスドルプ/アイントホーフェン市 - フィリップス社（総合電機）
- ラディオ・コートウェイク - アペルドールンPTT

## ノルウェー
- バレンツブルク - ロシアの石炭会社Arktikugolによる鉱山町
- グルマント - 同 採掘場
- ピラミデン - 同 採掘場
- ロングイェールビーン - ノルスケスピッツKulkompaniが運営元の旧鉱山会社の町
- ニーオーレスン - キングスベイによる鉱業町、現在は研究所の町
- スバールバル - ストアノルスケが運営する鉱山町
- リューカン - 以前のNorsk Hydro社の町

## ポーランド
- マウォポルスカ県#ノヴァ・フタ（Nowa Huta） - クラクフ
- GiszowiecとNikiszowiec（カトヴィツェ）
- スタロヴァ・ヴォラとノワDebaの中央工業地域

## ロシア
- 鉄鋼業：マグニトゴルスク

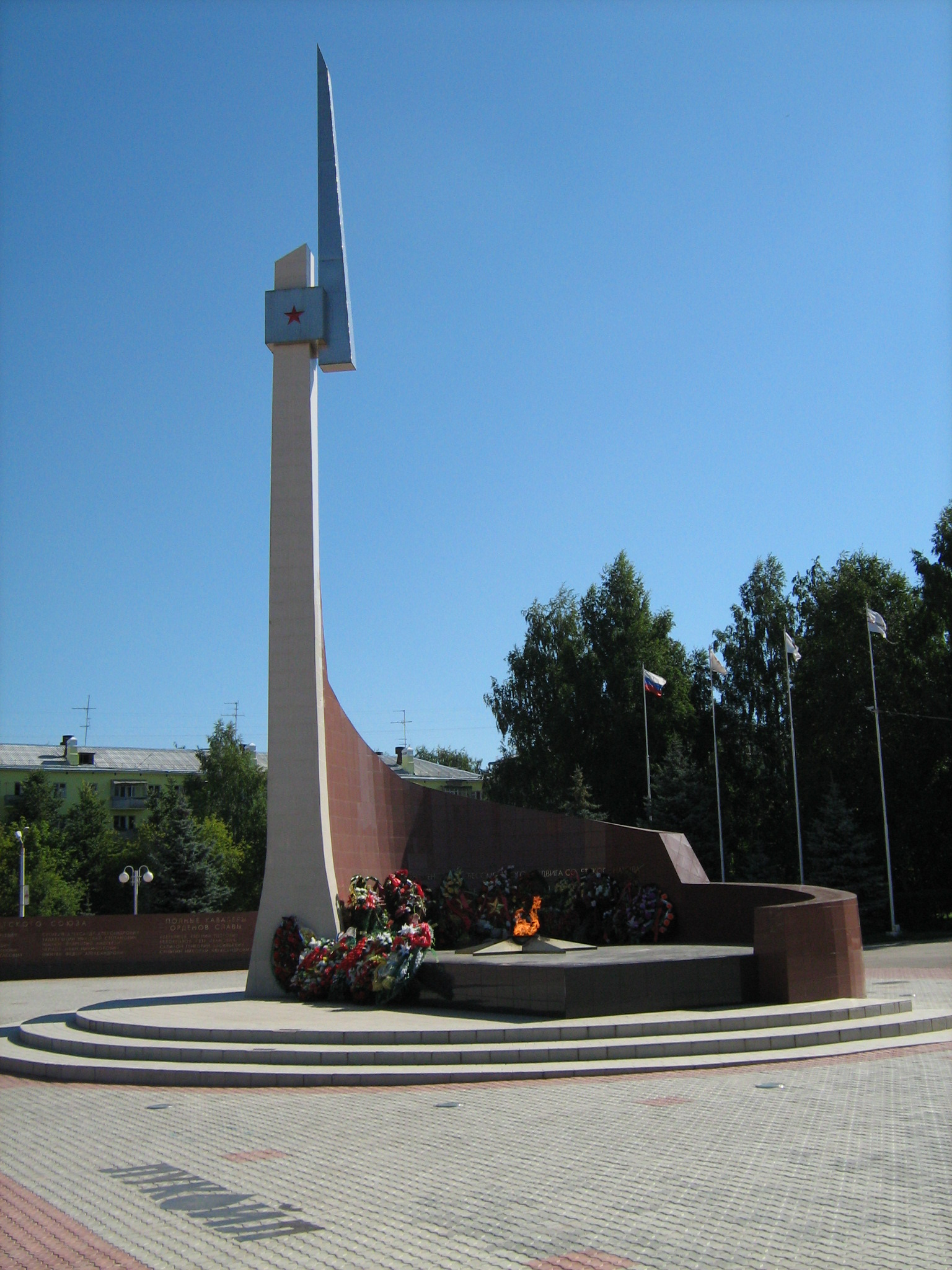
KstovoのPeace Squareと第2次世界大戦の記念碑であり、その都市の会社LUKOILが主催

- 非鉄金属産業（その工場は主にNorilsk Nickelが所有している）：ノリリスク|モンヘゴルスク|ザポラニー|ニッコール
- 鉄鉱業：Kovdor|オルネゴルスク
- 非金属鉱物抽出および処理：寛容|キロフスク
- オイルとガス：スルグート|ニズネヴァルトフスク|ネフチェユガンスク (Nefteyugansk) |ノーヴィ・ウレンゴイ (Novy Urengoy)
- 石油化学工業：クストヴォ (Kstovo) |キリシ
- 織物産業：イヴァノヴォ - 「花嫁の街」ロシアの作家や政治家は、工業施設を指す言葉として、"градообразующеепредприятие"（グールド・ブラジル・シャシ・プレプリヤティエ、文字通り「町を創りだした企業」）という表現を使用しています.-最近、LUKOILやNorilsk Nickelのような大企業の一部です。この都市の主な雇用主であり、都市予算の主要資金源です。
- トリヤッチ - アフトヴァース自動車工場の町

## スロバキア
- Partizánske（旧Baťovany） - ジャン・アントニン・バタのバータ靴会社（一部は既存のローカル自治体とその土地台帳のうち）によって設立された
- SVIT - ジャン・アントニン・バタのバータ靴会社によって設立された

## ドミニカ共和国
- ラ・ロマーナ (ドミニカ共和国) - 主にCentral Romana Corporation（Fanjul砂糖と不動産帝国の一部）が所有する

## メキシコ
- シウダテ・ペメックス - タバスコ州にPemex工場を中心に建設された。

## インド
- Vikroli - Mumbai、Godrej＆Boyce Manufacturing Co. Ltd.によって開発された以前のBombay Walchand Industries Kirloskarwadiによって開発されたSakharwadi、LKKirloskarによってマハーラーシュトラ州に開発された
- Kumarapatnam - Karnataka、Grasim Industries、Aditya Birla Groupによって開発された。Grasim Industries（テキスタイル）の2つの大規模ユニットのためだけに開発された小さな町
- ナーガ (Nagas)  - Madhya Pradesh、Grasim Industries、Aditya Birla Groupによって開発された。町の経済は大部分がGrasim Industries（テキスタイル）の4大規模ユニットに依存している
- Kansbahal(オリッサ州) - Lansen＆Toubro Ltdによって開発され、L＆Tの重工業によって確立され、維持されている住宅の植民地、学校、病院などと一緒になっています。
- Jamsundpur - ジャールカンド州に、Tata Groupによって開発された。
- Kailasapuram - ティルチラーパッリ、タミル・ナードゥによって開発されたバーラト重電機株式会社。学校、病院、スタジアム、野外劇場などすべてがBharat Heavy Electricals Limitedによって確立され維持されている

## インドネシア
- テンバガプラ - パプア PTフリーポートインドネシア（の子会社が開発したフリーポート・マクモラン

## マレーシア
- Proton City - タンジュン・マリム (Tanjung Malim) に Proton Holding Berhadによって開発されたペラック

## パキスタン
- Batapur - Bata靴工場の労働者のための居住区
- スチールタウン - パキスタンスチールミルズの従業員の住宅地。

## オーストラリア
- Cabramurra - ニュー・サウス・ウェールズのSnowy Mountains Schemeの一部として建設された。
- ジャビル - レンジャーウラン鉱山のために建てられたノーザンテリトリー
- Leinster - 西オーストラリア、BHP Billiton鉱山町、閉鎖されたコミュニティ
- ムンバ（Moomba） - 南オーストラリアの、ガス処理用に建造された
- Mount Beauty、Victoria、ボゴン・ヴィレッジ (Bogong Village)  - ビクトリア州電力委員会がKiewa Hydroelectric Schemeから建設労働者を収容するために設立された。
- Rio - Tinto Groupが運営するAlcan Goveアルミナ製油所と鉱山業の労働者のために建設された、ノーザンテリトリーのヌランベイ地域 (Nhulunbuy) にある
- ロクスビー・ダウンズ (Roxby Downs)  - 南オーストラリア, オックス・ダム鉱山のために建設された
- ユーズレス・ループ (Useless Loop) 西オーストラリア - シャークベイ資源、太陽塩の操作
- ヤロング (Yallourn)  - ビクトリア州のヤロング発電所の労働者のためにビクトリア州電力委員会によって建設されたが現在解体されている

## 中東
- アフガニスタン - クウェート石油会社（KOC）の本拠地。
- Awali - バーレーン石油会社（BAPCO）の本拠地。
- サウジアラビア・ジュバイル - SABIC
- サウジアラビア・ヤンブー - サウジアラムコなど
- サウジアラビア・ウダイリーヤ - サウジアラムコ、ガワール油田の操業基地。
- カタール・ドゥハーン - カタール石油